# 1236 Таїс
1236 Таїс (1236 Thaïs) — астероїд головного поясу, відкритий 6 листопада 1931 року.
Тіссеранів параметр щодо Юпітера — 3,433.
Названо на честь Таїс — відомої гетери з Афін, супутниці Александра Македонського, що пізніше побралася з Птолемеєм та мала від нього трьох дітей.. Таїс — головна героїня історичного роману Івана Єфремова «Таїс Афінська»